# 9-та бригада територіальної оборони (Польща)
9-та Лодзька бригада територіальної оборони імені бригадного генерала Станіслава Сойчинського, (') — військове з'єднання військ територіальної оборони Війська Польського. Бригада дислокується в м.Лодзь Лодзького воєводства.

## Структура
- штаб бригади, Лодзь
- 94-й батальйон легкої піхоти, Пйотркув-Трибунальський
- 92-й батальйон легкої піхоти, Скерневиці (тимчасово Кутно)
- 93-й батальйон легкої піхоти, Ласьк
- 91-й батальйон легкої піхоти, Згеж

## Командування
- полковник Павел Вікторович[1]